# Bock i örtagård
För filmen som bygger på boken, se Bock i örtagård (film)
Bock i örtagård är en roman av Fritiof Nilsson Piraten från 1933. År 1958 producerades en svensk film med samma titel.

## Handling
Patron Jon Esping är en välbärgad godsägare med oslipat sätt och obefintliga läs- och skrivkunskaper. En dag ingår han ett vad med Jespersson att han ska bli kyrkvärd, inte för att han är speciellt religiös utan för äran. Utöver detta bjuder Esping till stort bröllop som sent kommer att glömmas.